# Setge d'Osca (1094)
El setge d'Osca va tenir lloc la primavera de 1094 a càrrec de Sanç I d'Aragó i Pamplona contra la plaça musulmana de Wasqa. Sanç va morir en la batalla i el seu fill Pere I d'Aragó va aconseguir que la ciutat es rendís el 24 de novembre del 1096.

## Antecedents
Sanç I d'Aragó i Pamplona, que va incorporar la corona de Navarra a la d'Aragó, va continuar amb molt esforç la reconquesta aprofitant la croada predicada el 1064 pel papa Alexandre II per la conquesta dels territoris musulmans de la península Ibèrica, atorgant la remissió dels pecats a tots els combatents. L'expedició a Barbastre del 1064, a la qual es van afegir tropes papals i aquitanes, fou preparada a Barcelona en una reunió del legat pontifici Hug Candi i el comte Ramon Berenguer I de Barcelona.
Vers el 1085 Sanç I d'Aragó i Pamplona va llençar un exèrcit des de Jaca cap a Wasqa, la ciutat més important entre la ribera de l'Ebre i els Pirineus aconseguint ocupar progressivament la zona compresa entre els rius Isuela i Flumen amb l'ocupació de dotze viles situades a l'entorn de la ciutat.

## El setge
La primavera de 1094 va començar el Setge de Wasqa, quan es va establir el campament en el pueyo de Sancho i consolidat amb la fortificació del Castell de Montaragó, on les tropes aragoneses es van establir, i on, amb les recaptacions, van començar a construir el panteó real al monestir de Sant Joan de la Penya. Un segon exèrcit procedent de Nocito va conquerir el Castell de Santa Eulalia i va ocupar el territori comprès entre el Flumen i l'Alcanadre.
Però el 4 de juny de 1094, durant el Setge de Wasqa, el rei Sanç I d'Aragó i Pamplona va morir a conseqüència de les ferides provocades per una sageta llençada per un ballester sarraí quan revisava la muralla i el seu fill Pere I d'Aragó va jurar continuar el setge. El seu cos fou dut al Monestir de Montaragó.

## Conseqüències
La primavera de 1096, Pere I d'Aragó, amb contingents aragonesos, navarresos i gascons va assetjar la ciutat des de la seva base al Castell de Montaragó i acampant al Pueyo Sancho per tallar les comunicacions dels musulmans amb la rereguarda. Després de sis mesos de setge, l'emir de Saraqusta Ahmed II Ibn Yusuf al-Mustain va reunir un poderós exèrcit de socors a Saraqusta format per tropes musulmanes i contingents castellans comandades per García de Cabrera en un suprem esforç per evitar la caiguda de Wasqa a mans dels aragonesos.
Les tropes musulmanes i castellanes foren derrotades per Pere I, i sense possibilitats de rebre cap socors, Wasqa acabà rendint-se el 24 de novembre del 1096. Un mes després de la victòria a la batalla d'Alcoraz, el 27 de desembre del 1096, Pere I d'Aragó feu entrada triomfal a la ciutat, que es va convertint en la nova capital del regne en substitució de Jaca. La victòria aconseguida a les planes d'Alcoraz, prop de Wasqa, permeté als reis d'Aragó sortir dels contraforts pirinencs i expansionar els seus dominis per les terres del Somontano, pas previ a l'annexió, poc després, de la fèrtil vall de l'Ebre.